# Финляндско-японские отношения
Финляндско-японские отношения (фин. Japanin ja Suomen suhteet, яп. 日本とフィンランドの関係) — двусторонние дипломатические отношения между Финляндией и Японией.

## История
Дипломатические отношения между Финляндией и Японией были установлены 6 сентября 1919 года в ответ на признание Японией 23 мая 1919 года суверенитета Финляндии.
В 1936 году в Хельсинки было открыто Посольство Японии. Во время Второй мировой войны Япония и Финляндия воевали на стороне стран «оси» и их союзников. 19 сентября 1944 года правительство Финляндии подписало мирный договор с союзными державами и прекратило дипломатические отношения со странами «оси» и их союзниками.
После Второй мировой войны дипломатические отношения между двумя странами были возобновлены в 1952 году на уровне консульств (в должности генеральных консулов от Японии последовательно были Сигэто Абурабаси и Рюхэй Хонда). 8 марта 1957 года отношения были установлены на уровне посольств.
Финляндия имеет посольство в Токио и почётное генеральное консульство в городе Осака и ряд почётных консульств в городах Саппоро, Нагоя и Китакюсю.
В 1987 году Финляндию впервые посетил премьер-министр Японии Ясухиро Накасонэ, а в 2010 году в Финляндии побывала представительница Японского императорского дома — принцесса Такамадо.
10 июля 2017 года, в связи с празднованием 100-летия независимости Финляндии, страну посетил премьер-министр Японии Синдзо Абэ с супругой.
В январе 2019 года, в честь столетия установления дипломатических отношений между Японией и Финляндией, на фестивале снежных скульптур в Саппоро (Хоккайдо), силами самообороны Японии была сооружена снежная копия Хельсинкского кафедрального собора.
Со 2 по 5 июля 2019 года наследный принц Акисино с супругой принцессой Кико посетили Финляндию, где в летней резиденции Култаранта встретились с президентом Финляндии Саули Нийнистё и его супругой Йенни Хаукио.
Япония в Финляндии представлена послом Кадзухиро Фудзимура (с 2022), а Финляндия в Японии — послом Пеккой Орпана (с 1 сентября 2018 года).

## Туризм
По данным организации Visit Finland, японцы в 2015 году провели в финских гостиницах свыше 203 тысяч ночей и потратили свыше 80 млн евро. После Хельсинки, туристов из Японии привлекает регион Лапландии и северное сияние.